# Zofiówka (powiat lipski)
Zofiówka – wieś sołecka w Polsce położona w województwie mazowieckim, w powiecie lipskim, w gminie Lipsko.
Uwaga. W gminie Lipsko znajduje się też druga wieś, która dawniej nazywała się Zofiówka.
W latach 1975–1998 miejscowość należała administracyjnie do województwa radomskiego.
Wierni Kościoła rzymskokatolickiego należą do parafii Świętych Apostołów Piotra i Pawła w Krępie Kościelnej.